# Ein Sommer in Südfrankreich
Ein Sommer in Südfrankreich ist ein deutscher Fernsehfilm von Jorgo Papavassiliou aus dem Jahr 2016. Neben Julie Engelbrecht und Bruno Bruni sind die Hauptrollen mit Mathilde Irrmann, Tony de Maeyer und Peter Wyssbrod besetzt. Bei dem in der Rubrik „Herzkino“ startenden ZDF-Sonntagsfilm handelt es sich um die einundzwanzigste Folge der Filmreihe Ein Sommer in …, die an wechselnden Schauplätzen der Welt spielt.

## Handlung
Die junge Charlotte Conrad reist nach Südfrankreich, um eine Erbschaft zu regeln. Ihr verstorbener Onkel Olivier, bei dem sie einige Jahre ihrer Kindheit verbracht hat, hat ihr zur Hälfte das von ihm geführte Bestattungsunternehmen vererbt. Charlotte überlegt bereits, was sie mit dem Objekt anfangen soll und reist schließlich mit der Absicht an, es zu verkaufen. Doch sie macht die Rechnung ohne André Vidal, der jahrelang für ihren Onkel gearbeitet und die andere Hälfte des Unternehmens geerbt hat. Er und Mitarbeiter Gilbert wollen das Unternehmen weiterführen und bieten Charlotte an, im Hintergrund als stille Teilhaberin zu fungieren. Es scheint, als könnten die beiden keinen gemeinsamen Nenner finden. Das Angebot Andrés, Boule zu spielen und den Sieger darüber entscheiden zu lassen, wie es weitergeht, lehnt Charlotte ab. Da die Besitzerin der von ihr gebuchten Pension, Rose, verstorben ist, kommt sie bei den beiden Männern im geerbten Haus unter. Auf die Umsetzung ihres Plans bedacht ruft Charlotte nach Einblick in die Akten anonym beim Finanzamt an und hetzt André damit die Steuerfahndung auf den Hals, die feststellt, dass Olivier viel mehr Leichen beerdigt hat als von ihm in den Unterlagen angegeben – und damit über 88.000 € an Steuern gespart hat. Mit der Erkenntnis, den Betrieb unter diesen Bedingungen nicht weiterführen zu können, beschließt André, dass die Beisetzung von Olivier die letzte des Bestattungsunternehmens sein soll.
Charlotte erkennt verspätet, dass André der Nachbarsjunge ist, mit dem sie in ihrer Kindheit oft gespielt hat. Nach dem Tod seiner Eltern hatte Olivier ihn bei sich aufgenommen. Wegen des Anrufs beim Finanzamt hat sie inzwischen ein schlechtes Gewissen. Doch das Dorf will das Unternehmen auch weiterhin nicht missen und sammelt auf die Schnelle 18.500 €, da dessen Gründer Olivier immer ein offenes Ohr und tröstendes Wort für die Angehörigen der Verstorbenen hatte.
Charlotte nimmt nun, nachdem sie vorher schweren Herzens zugegeben hatte, schuld an der Steuerfahndung zu sein, das Angebot Andrés an, Boule zu spielen. Beide haben das Spiel als Kinder von Olivier gelernt und Charlotte gewinnt. Sie entscheidet aber, dass André und Gilbert das Unternehmen weiterführen können und sie wieder nach Hause fährt und ihrem Beruf als Unternehmensberaterin nachkommt. Doch auf der Taxifahrt zum Flughafen beschließt sie, doch im Ort zu bleiben, da sie sich auch durch ihre vielen Kindheitserinnerungen in die Gegend und in André verliebt hat. So übernimmt Charlotte die Pension der verstorbenen Rose.

## Rezeption
Die Erstausstrahlung des Films fand am Sonntag, dem 16. Oktober 2016 zur Hauptsendezeit im ZDF statt.

### Einschaltquote
Die Erstausstrahlung am 16. Oktober 2016 im ZDF verfolgten insgesamt 5,01 Millionen Zuschauer, was einem Marktanteil von 14,2 % beim Gesamtpublikum entsprach. Bei den Jüngeren zwischen 14 und 49 Jahren war es ein Marktanteil von 6,5 %.

### Kritik
Die TV Spielfilm fasste sich knapp: „Mon dieu… Kitsch halt. Geht aber noch.“